# Муравйов Володимир Павлович
Володимир Павлович Муравйов (рос. Владимир Павлович Муравьёв, 30 вересня 1959, Караганда) — радянський легкоатлет, олімпійський чемпіон.

## Результати

### Виступи на змаганнях
| Рік  | Змагання               | Місто     | Дистанція | Місце | Результат | Дата      |
| ---- | ---------------------- | --------- | --------- | ----- | --------- | --------- |
| 1980 | Літні Олімпійські ігри | Москва    | 4 x 100 м | I     | 38,26     | 1 серпня  |
| 1980 | Літні Олімпійські ігри | Москва    | 100 м     | 6     | 10,44     | 25 липня  |
| 1983 | Чемпіонат світу        | Гельсінкі | 4 x 100 м | I     | 38,41     | 10 серпня |
| 1986 | Чемпіонат Європи       | Штутгарт  | 4 x 100 м | I     | 38,29     | 31 серпня |
| 1987 | Чемпіонат світу        | Рим       | 4 x 100 м | I     | 38,02     | 6 вересня |
| 1988 | Літні Олімпійські ігри | Сеул      | 4 x 100 м | I     | 38,19     | 1 жовтня  |